# John Stevenson
John Stevenson (Londra, 1958) è un regista, animatore e illustratore britannico.

## Biografia
Ha ricevuto la nomination ai Premi Oscar 2009 nella categoria miglior film d'animazione per Kung Fu Panda, in condivisione con Mark Osborne. 

## Filmografia principale
- 1978-1981 - The Muppet Show (serie TV, disegnatore)
- 1988-1991 - Conte Dacula (serie TV, disegnatore)
- 2001 - Shrek (animatore)
- 2004 - Shrek 2 (animatore)
- 2008 - Kung Fu Panda (regia)
- 2018 - Sherlock Gnomes (regia)